# Droupt-Saint-Basle
Droupt-Saint-Basle ist eine französische Gemeinde mit 342 Einwohnern (Stand: 1. Januar 2022) im Département Aube in der Region Grand Est. Der Ort gehört zum Arrondissement Nogent-sur-Seine und zum Kanton Creney-près-Troyes. Zudem ist die Gemeinde Teil des 2017 gegründeten Gemeindeverbands Seine et Aube. 

## Geographie
Droupt-Saint-Basle liegt etwa 20 Kilometer nordwestlich von Troyes.
Nachbargemeinden sind Droupt-Sainte-Marie im Norden, Prémierfait im Osten und Nordosten, Les Grandes-Chapelles im Osten, Rilly-Sainte-Syre im Süden, Saint-Mesmin im Südwesten sowie Vallant-Saint-Georges im Westen.

## Bevölkerungsentwicklung
| Jahr                       | 1793 | 1800 | 1856 | 1906 | 1962 | 1968 | 1975 | 1982 | 1990 | 1999 | 2006 | 2011 | 2016 |
| Einwohner                  | 480  | 539  | 594  | 400  | 267  | 258  | 219  | 247  | 288  | 290  | 297  | 338  | 352  |
| Quellen: Cassini und INSEE |      |      |      |      |      |      |      |      |      |      |      |      |      |

## Sehenswürdigkeiten
- Kirche Saint-Léonard-Saint-Basle aus dem 12. Jahrhundert, Monument historique seit 1986
- Burg Dropt-Saint-Basle aus dem 13. Jahrhundert, seit 1987 Monument historique
- Burg Le Ruez aus dem 12. Jahrhundert, im 18. Jahrhundert umgebaut

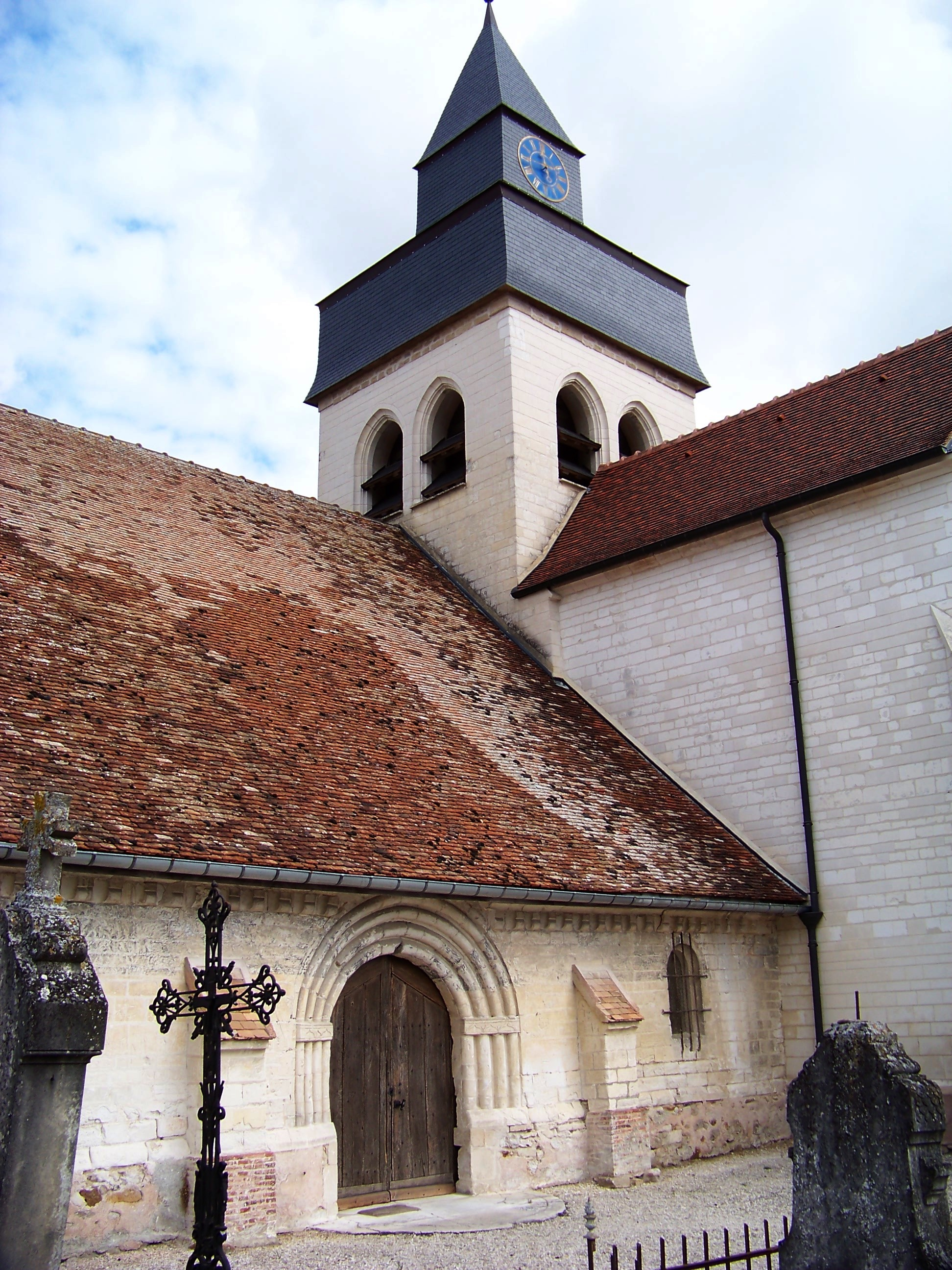
Kirche Saint-Léonard-Saint-Basle